# Rodigo
Rodigo est une commune italienne de la province de Mantoue, dans la région Lombardie.

## Géographie
Le territoire de la commune de Rodigo est inclus, depuis 1984, dans le Parc naturel régional du Mincio.

## Administration
| Période                                  | Période | Identité | Étiquette | Qualité |
| ---------------------------------------- | ------- | -------- | --------- | ------- |
|                                          |         |          |           |         |
| Les données manquantes sont à compléter. |         |          |           |         |

### Hameaux
Fossato, Rivalta sul Mincio

### Communes limitrophes
Castellucchio, Ceresara, Curtatone, Gazoldo degli Ippoliti, Goito, Porto Mantovano

## Jumelage
- Berg (Allemagne) depuis 2002